# 墓王之王 (动画)
《墓王之王》是河北铸梦文化传播有限公司出品的系列动画，现已播出四季，导演为石头熊。作品的背景设定为“墓派武侠”世界。作品亦被改编为同名网络剧《墓王之王》。

## 各季作品
第一季《墓王之王麒麟決》于2016年7月21日开播。
第二季《墓王之王寒鐵鬥》于2017年5月11日开播。
第三季《墓王之王懸棺寺》于2017年12月14日开播。
第四季《墓王之王幽都戰》于2019年11月21日开播。
第五季《墓王之王水無痕》，官方於2021年7月21日，公開預定推出第五季《墓王之王水無痕》，播出日未定。

## 出場人物介紹

### 主要人物
- 駱時秋，配音演員: 陈张太康

男主角之一，攻墓派駱家祖堂少主，駱天成獨子，與滿風是結拜兄弟。江湖稱號墓少，持有墓派聖器寒血古劍。從小在練墓中長大，並練就麒麟臂神功。
麒麟決篇：與樓滿風一同闖入谷子墓，並在墓中第四層與林水瑤結緣。後在寒千落的幫助下練成麒麟臂神功第九重。
寒鐵鬥篇：為了幫助滿風，與水瑤一同闖入墓王城，助其脫困。因破墓令丟失，與滿風等人前往雲軒樓。
懸棺寺篇：為了找尋水瑤下落，誤闖麒麟家族祖墓，並與獨孤漠大戰一場。
- 樓滿風，配音演員: 藤新

男主角之一，攻墓派無情谷攻墓人，淨逸師太之子，駱天聞之徒，與時秋是結拜兄弟。江湖稱號鬼手墓使，持有墓派聖器鬼手刀。暗中修練麒麟臂神功，以確保萬無一失。
麒麟決篇：奉攻墓派諸位長老之命，護送少主闖入谷子墓奪取破墓令。
寒鐵鬥篇：獨闖墓王城欲殺沐雪離，替千落報仇，後隨時秋一行人依約攻取寒鐵墓，取寒鐵墓破墓令。
- 寒千落，配音演員: 小連殺

女主角之一，守墓派寒氏家族後人，在與滿風訂婚後，依照祖制成為攻墓派門人。江湖稱號幻手冰心，持有墓派聖器太古指刀(滿風所贈)，從小被楚夫人逼迫，練就神功毒化手。
麒麟決篇：為了救母親肖雨婷，而被迫擔任谷子墓守墓使，在滿風等人的說服下一同闖谷子墓，後服用逆毒丹將毒化手練致第九重。
寒鐵鬥篇：脅持櫻雪公主順利逃出墓王城，並與滿風一同回到無情谷。
- 林水瑤，配音演員: 山新

女主角之一，武林盟墨攻城大小姐，林清風之女。再雙方長輩承認其與時秋拜天地一事後，依照祖制成為攻墓派門人。江湖稱號墨影玄女，持有墓派聖器噬花斷魂劍，身懷林家絕學幻墨神功，於有水之處基本無人可敵。
麒麟決篇：遭慕容燁欺騙困於谷子墓中，被迫替獨孤漠擔任了三年的守墓使。
寒鐵鬥篇：與時秋一同闖入墓王城，並綁架墓王妃，欲換樓滿風。因相傳噬花斷魂劍與崑崙山寒鐵墓有關，而頻繁遭人追殺，幸得無可搭救。
懸棺寺篇：誤闖麒麟家族祖墓，於此碰上獨孤漠。

### 其他人物

#### 攻墓派
- 駱天成

攻墓派三大聖地駱家祖堂掌門，駱時秋之父。
寒鐵鬥篇：初次登場於雲軒樓，並與墓王慕容顯對峙。後率領墓派眾人前往崑崙冰湖阻截神捕門。
- 駱天聞

江湖稱號墓鬼子，攻墓派駱家祖堂法尊掌使，駱天成之弟，駱時秋師叔，樓滿風師父。
麒麟決篇：十年前獨闖谷 子墓，以毒刺軟甲廢掉楚夫人的九層毒功，卻也深中劇毒無力繼續攻墓。
- 千亦膤

攻墓派無情谷回岸觀弟子，樓滿風師妹，雖然患有眼疾但從小學習花語劍法，憑藉聽聲辨位令其武功絲毫不遜他人。
寒鐵鬥篇：初次登場便以一己之力，擊退進犯回岸觀的一眾死士。
- 淨逸師太

攻墓派無情谷監院，樓滿風之母，淨塵師太師妹。
寒鐵鬥篇：在無情谷中與楚夫人定下，滿風與千落二人的婚約，並邀請楚夫人留住無情谷。
- 淨塵師太

攻墓派三大聖地無情谷掌門，人稱大師太，淨逸師太師姊。
寒鐵鬥篇：隨攻墓派眾人增援寒鐵墓。
- 段禦鋒

攻墓派三大聖地彼岸峰莊主，鍛造大師段长林後人。
寒鐵鬥篇：原先因離劍斷章失傳，所以在寒血古劍上鑄了一層玄鐵，封住劍上寒氣。後因時秋學會離間斷章劍法，而將古劍重鑄，使其劍能發揮出真正的威力。

#### 守墓派
- 慕容顯

前任墓王慕容毅的二公子，第二十三代墓王。於十年前弒父算位，並多次背離祖制。成為墓王后，監守自盜，並暗中用墓藏來賄絡朝廷。
麒麟決篇：令慕容燁布局谷 子墓，企圖竊取谷 子墓破墓令。
寒鐵鬥篇：為了挽回墓王城聲望，再次令慕容燁奪回破墓令。
- 慕容燁

守墓派墓王城少主，慕容顯獨子。持有墓派聖器焠火劍。
麒麟決篇：受父王之命，布局於谷 子墓中，企圖奪取破墓令。
寒鐵鬥篇：為了挽回顏面，再次出手欲奪回破墓令，但於半途遭狄常衛刺殺，險些中毒身亡。
- 沐雪離

墓王城四大家族忘川家族聖女，守墓派通靈塔總墓使神差，卻不聽王令只奉祖制。江湖稱號聖使神差，持有墓派聖器霜天劍，配合通靈劍法，再加上無相淚冰，令其成為守墓派數一數二的高手。
麒麟決篇：奉慕容燁前來谷子墓支援，但因祖制規定神差不得離開通靈塔，而堅持不見墓符，絕不出手。
寒鐵鬥篇：出面迎戰獨闖墓王城的樓滿風，並以無相淚冰將其擊敗。
- 醉僧無可

守墓派通靈塔總墓使鬼使。持有墓派聖器鬼使之刃，法號無可，好酒且酒量極佳。出家的三年期間一直讓寒天嘯假扮自己，寒天嘯死後，則對外宣稱閉關修練。
- 楚芸溪

墓王城四大家族楚毒家族族人，寒澤湖谷 子墓總墓使，聖上御賜十大守墓人之一，寒天嘯妻子。
麒麟決篇：22年前與寒天嘯相愛，卻因其與肖雨婷有染，加之女兒一出身就病故，導致性情大變。又於三年前寒天嘯跳下悔情崖，使其一夜衰老。此後千方百計只想殺了肖雨婷母女洩憤。
寒鐵鬥篇：為了將亡夫葬於寒氏祖地，而前往崑崙山，卻遭到百里無魂追蹤，而躲進無情谷。
懸棺寺篇：被沐雪離囚禁於通靈塔中。
- 獨孤漠

墓王城四大家族麒麟家族少主，獨孤澗獨子。
麒麟決篇：3年前因痴戀墨攻城大小姐林水瑤，而答應慕容燁提出的條件，尤其出面向林家提親，將水瑤騙進墓中。違背父命，暗中於谷 子墓閉關修練麒麟臂神功，以助慕容燁打開麒麟鎖。
- 獨孤澗

墓王城四大家族麒麟家族族長，獨孤漠之父。原谷 子墓第四層墨池殿守墓使。
麒麟決篇：十年前受前任墓王慕容毅之命，若慕容顯繼位，需設法阻止其奪得破墓令。
- 棋聖

守墓派谷 子墓第五層聖堂守墓使。
麒麟決篇：十年前受前任墓王慕容毅之命，若慕容顯繼位，需設法阻止其奪得破墓令。
- 百里無魂

守墓派墓王城刑堂首使，江湖稱號鬼鞭刑使。原先因心魔所擾殺戮成性，而遭到武林盟追殺，幸得楚夫人相助。
寒鐵鬥篇：受慕容顯命令請楚夫人回城，而追其致無情谷中。
- 千機變

墓王城四大家族千機家族族長，人稱千機道長。
寒鐵鬥篇：親自出馬看守寒鐵墓第二層，鬼磚陣。
- 苦禪大師

天禪寺方丈，主持四十餘年，負責看管慕容家族典籍，其中包含了焠火劍法。同時也是守墓派懸棺崖守墓人。
寒鐵鬥篇：三年前慕容赫來到天禪寺拜其為師，賜其法號無可。三年後令其離去。
- 沐雪柔

墓王城四大家族忘川家族，沐雪離妹妹
懸棺寺篇：指點時秋關於水瑤的下落。
- 求凰夫人

天瀑崖守墓人，聖上御賜十大守墓人之首，秘影谷之人，與林清風有感情糾葛。
- 寒天嘯

守墓派寒氏家族后人，楚芸溪之夫，寒千落生父，寒天傲三弟。原谷 子墓守墓使，於三年前跳崖後，成為鬼使替身。
麒麟決篇：22年前與楚芸溪相愛，卻又與肖雨婷有染，加之楚芸溪之女一出身就病故，導致其性情大變。為了償還情債，於3年前跳下悔情崖，致使楚夫人一夜衰老，3年後以鬼使的身分現身於谷 子墓。
- 肖雨婷

墓王城四大家族楚毒家族之人，楚芸溪侍女。
麒麟決篇：22年前與楚芸溪一同愛上寒天嘯，卻愛而不得。被楚芸溪囚禁於谷 子墓中折磨了十年，十年後被駱天聞救出。
- 寒天傲

寒鐵墓第三十一代守墓人，寒天嘯大哥，寒千落伯父。寒氏祖先原為塞外異族，後效命於墓派駱家祖師。
寒鐵鬥篇：攜寒氏一族以陰兵看守寒鐵墓第四層寒鐵古城。
- 針無意

墓王城四大家族楚毒家族之人，毒針鎖喉。
懸棺寺篇：殺了盜墓派御岭門的奪命三魂，拿走了，因而被無可追擊。

#### 武林盟
- 林清風

武林盟盟主，林竟延之子，林水瑤、林雨琨父親。
麒麟決篇：三年前受慕容燁所騙，將水瑤送去谷 子墓相親，豈料導致女兒被困墓中三年。
- 林雨琨

武林盟墨攻城少主，林清風之子，林水瑤弟弟。身法卓絕，善使短竹為武器。
寒鐵鬥篇：初次登場便意圖阻攔駱天聞、索連城等人搶奪破墓令，實際上是奉父親之命暗中保護破墓令，因發現索連城設有埋伏才出此下策。
- 林竟延

武林盟墨攻城老盟主，林清風之父，林水瑤、林雨琨爺爺。雖年紀一大把，卻依舊身手矯捷，能輕易擒住駱時秋。
寒鐵鬥篇：於武林盟分舵與孫女重逢，相當寵溺孫女水瑤。

#### 櫻花宮
- 采默

皇帝愛女，櫻雪公主。自幼愛慕慕容燁，卻被迫分離，為了慕容燁她願付出所有。於六年前建立櫻花宮，使其成為慕容燁最強的後盾。
寒鐵鬥篇：因慕容燁中毒，而代替他前往雲軒樓搶奪破墓令，並親自懲處狄常衛取得解藥。
- 惜月

櫻花宮外務掌司，櫻雪公主對其兩姊妹有救命之恩。
寒鐵鬥篇：奉公主命暗中追查破墓令的下落，並搭救受林雨琨襲擊的駱天聞，後得知其下落與神捕門有關。
- 怜花

櫻花宮內務掌司，櫻雪公主對其兩姊妹有救命之恩。
寒鐵鬥篇：平時隨侍於公主身旁，保護公主。後與惜月一同前往雲軒樓搜查破墓令，卻因千落、水瑤等人阻饒，錯失搶奪時機。

#### 太子宮及神捕門
- 洛舉

皇帝之子，炙炎太子。不認同所謂的皇帝管地上，墓王管地下的傳統，欲除掉整個墓派。
麒麟決篇：令索連城、秦四海、裘禦鈴等人，計畫刺殺慕容燁。
寒鐵鬥篇：令索連城、裘禦鈴搶奪破墓令。又令狄常衛刺殺慕容燁，牽制攻墓、守墓兩派。後打算趁著攻守兩派寒鐵墓大戰，坐收漁利。
- 索朝陽

神捕門掌印太尉，炙炎太子的親信。
寒鐵鬥篇：奉太子令，帶領神捕門、兵部將士前往寒鐵墓。並令兵部阻截櫻花宮，自己則帶神捕門進攻寒鐵墓，卻遭到墓派、武林盟阻截。
- 索連城

神捕門白虎堂統領，索朝陽之子，刀法堪稱天下武林第一快。
寒鐵鬥篇：本欲埋伏駱天聞搶奪破墓令，因林雨琨導致破墓令遺失。後布局雲軒樓搶奪破墓令。
- 狄常衛

太子府外事務總管，弓法了得。
寒鐵鬥篇：令三千禁軍喬裝成守墓死士，圍困攻墓派三大聖地。又於半路劫殺慕容烨，使守墓派、櫻花宮連夜退回墓王城。

#### 音魔島
- 裘御琴

嗜血琴魔，音魔島四大音魔之一，裘禦弦二妹。善用內力催動魔琴之音，並用古琴上的七十二顆琴釘奪人性命。
麒麟決篇：谷子墓第五層魔堂守墓使，十年前被駱天聞所殺。
- 裘禦鈴

嗜血铃魔，音魔島四大音魔之一，裘禦弦三妹。表面看視已鈴聲惑人心智，其實只是障眼法，實際上擅長使用迷香，再以短刀將人殺害。
麒麟決篇：假意投靠慕容烨，擔任谷 子墓第五層魔堂守墓使，實際上是受太子之命，刺殺慕容烨。
寒鐵鬥篇：秦四海死後，尤其接管雲軒樓，並令其設法奪取破墓令。
- 裘禦弦

厲音弦魔，裘御琴、裘禦鈴大姐，與妹妹們不同，武功卓絕，能以琵琶彈奏魔曲殺人。
寒鐵鬥篇：以魔曲制服雲軒閣內櫻花宮眾人，還將無可擊退取得破墓令。不屑向官府低頭，行事作風與妹妹們截然不同。

#### 盜墓派
- 秦四海

盜墓派發丘幫幫主。
麒麟決篇：假意與慕容燁合作，替其盜取逆毒丹。實際身分為神捕門人，與鈴魔設計意圖殺害慕容燁。
- 張壽

盜墓派摸金門校尉。曾是威震盗墓派的摸金穴王，犯有盗取淮南王大墓等案件。
寒鐵鬥篇：侄子張野意外取得破墓令，張壽令其先行趕往雲軒樓。
- 張野

盜墓派摸金門，張壽姪子。
寒鐵鬥篇：意外撞見墓鬼子將破墓令藏於竹林，並將其盜走。在張壽的指點下前往雲軒樓。
- 秦毅

盜墓派發丘幫雲軒樓總管。
寒鐵鬥篇：奉命在雲軒樓設伏，欲從張野手中搶取破墓令，卻被無可阻止。
- 李沉幻

盜墓派御岭門，奪命三魂之一的鏢魂。
懸棺寺篇：被時秋等人發現，死於楚毒家族的蜂針。

#### 墓派先人
- 駱武子

傳說，駱武子助李斯修成秦始皇陵，被封為墓王。駱武子死後，傳墓王之位於大弟子慕容休，引得駱家子孫不滿。
- 慕容休

駱武子大弟子，守墓派師尊。第二任墓王，慕容家先祖
- 段长林

駱武子弟子，墓派鍛造大師，段造了墓派十大聖器。
- 駱定誠

駱武子之子，攻墓派師尊。

## 世界觀與設定

### 墓派十大聖器
- 寒血古劍

排名第一，目前持有者為駱時秋。駱家祖堂傳家之寶，須配合離劍斷章劍法。
- 淬火劍

排名第二，目前持有者為慕容燁。慕容家族傳家之寶，須配合淬火劍心法。相傳「焠火劍下無命在，鬼手刀裡難生還」
- 鬼手刀

排名第三，目前持有者為樓滿風。曾經失傳三百多年，後滿風於墓派禁地聖姑墓中所得。相傳「焠火劍下無命在，鬼手刀裡難生還」
- 噬花斷魂劍

排名第六，目前持有者為林水瑤。墨攻林家傳家之寶，且與崑崙山寒鐵墓有關。相傳是墓派祖師駱武子夫人羋氏隨身之物，後來攻墓派師尊駱定誠和墨攻林家師祖林子期歃血結義時，便將此劍贈與林家。劍鞘內藏有字「無劍不知路，寒鐵墓中亡」。
- 太古指刀

排名第七，目前持有者為寒千落。樓滿風所贈。
- 霜天劍

排名不詳，目前持有者為沐雪離。
- 鬼使之刃

排名不詳，目前持有者為慕容赫。(幽都城 第廿四集 稱：天下神功之首）
- 冥火拳套

排名不詳，目前持有者為獨孤漠。
- 花語劍

排名不詳，目前持有者為千亦膤。疑似墓派十大聖器之一。

墓派八大煞器
•  邪靈離魂鈎
•  煞氣吞天刀

### 九鎖奇墓
- 寒澤湖谷子墓

10年前曾被棋聖與墓鬼子破過一次。依照祖制取得谷 子墓破墓令後，須於30日之內，取得寒鐵墓破墓令。
第一層為巨蛇巢穴；第二層為機關八卦神煞陣第；第三層為白玉骷髏棺由楚毒家族看守，守墓使為寒千落；第四層為墨池殿由麒麟家族看守，守墓使為林水瑤；第五層為魔堂及聖堂，魔堂守墓使為玲魔，聖堂守墓使為棋聖；第六層為乾屍陣；第七層為麒麟鎖。
- 崑崙山寒鐵墓

墓派祖師駱武子親自修建，據說為前朝國庫所在。傳言「寒鐵墓中來，鬼門關前轉」千年來無人可破，凶險萬分，且無人知曉通往第四層的路。
第一層為雪蓮台由聖使神差沐雪離看守；第二層為鬼磚陣由千機道長千機變看守；第三層為煉獄刑堂由鬼鞭刑使百里無魂看守；第四層為寒鐵古城由寒氏家族以陰兵看守；第五層為寒鐵冰坑內有寒鐵巨木堆積而成的大棺。
- 天禪寺懸棺崖

依照祖制，須持寒鐵墓破墓令，來到天禪寺重開金卷鐵書攻守三章。一共計有三條約法，第一攻守懸棺崖限三月為期，第二攻墓派奪取忘川湖墓派第一戰之名，第三盡破忘川、楚毒、麒麟、天機四族祖墓，持四族祖墓破墓令開啟懸棺崖。

### 武功絕學
- 麒麟臂神功（樓滿風、駱時秋、獨孤漠）

- 鬼手刀法（樓滿風）

- 神功毒化手（寒千落）

- 幻墨神功（林水瑤）

- 離劍斷章劍法（駱時秋）

- 噬花斷魂劍法（林水瑤）

- 太古指刀功（寒千落）

- 鬼手刀持刀十八斬（樓滿風）

- 寒血絕氣（幽都城 - 幽帝、伏成、駱時秋、地獄四界火堂使）

- 鬼刃刀法（幽都城 第廿四集，沐雪離稱：天下神功之首，無可和尚）

- 無相神功（幽都城 第廿四集，沐雪離稱：天下神功之首，無可和尚）
- 無相淚冰（沐雪離）